# Gare de Huccorgne
La gare de Huccorgne est une ancienne gare ferroviaire belge de la ligne 127, de Landen à Statte, située à Huccorgne, section de la commune de Wanze, dans la Province de Liège en Région wallonne.

## Situation ferroviaire
La gare de Huccorgne était située au point kilométrique (pk) 26,40 de la ligne 127, de Landen à Statte entre les gares de Fumal et Moha.

## Histoire
La ligne de Landen à Statte, construite par la Société anonyme du chemin de fer Hesbaye-Condroz, est inaugurée par les Chemins de fer de l'État belge le 22 novembre 1875. La station de Huccorgne est établie sur une berge de la rivière Mehaigne à l'écart du village, en face de l'hôtel Titieux.
La Société nationale des chemins de fer vicinaux (SNCV) créera dans les années 1910 une ligne de tramway à vapeur reliant Burdinne, Hannut et Vinalmont avec une halte face à la gare du grand chemin de fer et une tranchée par dessus le tunnel ferroviaire sous la colline. Cette ligne fermera cependant à l'est de Hannut dès 1935 et les rails seront arrachés par les Allemands en 1942.
La ligne de Landen à Statte ferme aux voyageurs en 1963 et le trafic des marchandises prend fin en 1982, la ligne restant conservée pour des raisons stratégiques avant d'être abandonnée en 1992. Un RAVeL a été aménagé entre Landen et un passage à niveau à l'est de la gare d'Huccorgne.
Le site de la gare sera surplombé par le viaduc de Huccorgne construit pour l'autoroute A15-E42, construit de 1968 à 1971. À cette occasion, le bâtiment de la gare a subi des dégâts important dus à la chute de projectiles ; il sera rasé en 1978.

## Patrimoine ferroviaire
Le bâtiment des recettes correspondait au type standard de la compagnie Hesbaye-Condroz avec un haut corps de logis de largeur importante mais de faible longueur (une seule travée) sous toit en bâtière transversale, ainsi qu'une aile longitudinale de sept travées et, de l'autre côté de la partie haute, une aile de service à toit plat. Il subsiste un quai doté d'un ancien panneau "SNCB" portant le nom de la gare.

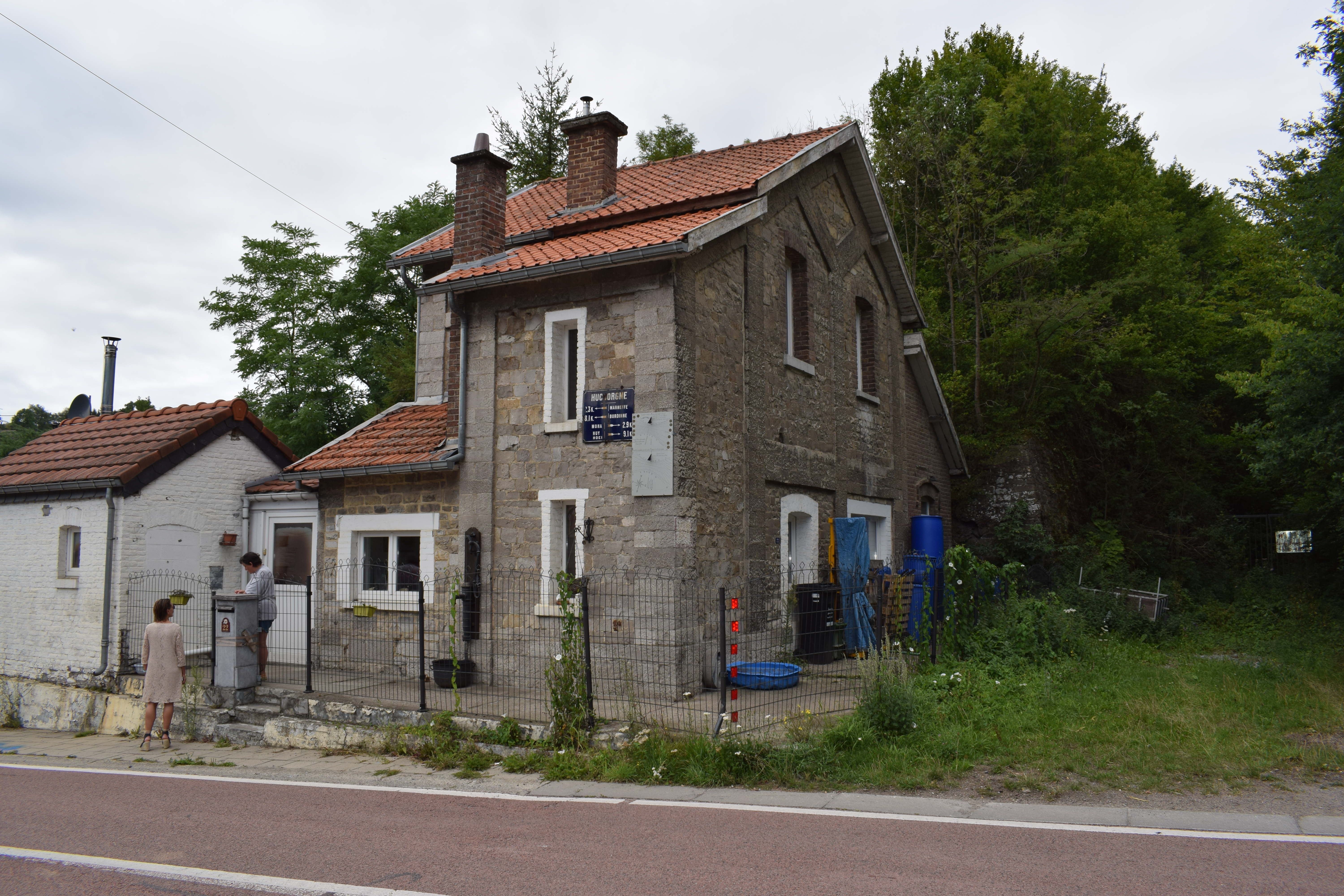
Maison de garde à proximité de l'ancien tunnel.

Près de l'entrée du village, la ligne traversait une colline par le tunnel d'Huccorgne long de 77 mètres. La ligne de tramway, bâtie en surplomb, coupera cet obstacle par une tranchée affleurant si près de la voûte du tunnel qu'un coffrage en béton (sorte de pont) devra être bâti pour soutenir les rails de la SNCV. En fort mauvais état, ce tunnel a simplement été détruit au profit d'une tranchée en 1991. Sur des terrains clôturés, cette tranchée instable n'est pas accessible par les usagers du RAVeL.
Une belle maison de garde, restaurée avec soin, avait été construite par la compagnie Hesbaye-Condroz pour surveiller le passage à niveau et le tunnel.